# Río Aravalle
El río Aravalle se forma en las estribaciones de la cuerda de los Asperones y el risco de la Campana (2093 m), en el término municipal de Puerto Castilla, en la provincia de Ávila. Pertenece a la cuenca hidrográfica del río Duero y riega los términos de Puerto Castilla, Gil-García, Umbrías, La Carrera y Barco de Ávila y desemboca en la margen izquierda del río Tormes por el puente de las Aceñas.

## Curso
Tiene un recorrido de 9 km y es atravesado por nueve puentes (Varacolcha, San Julián, Nuevo y Viejo de la carretera de Gil García, de Las Casas del Abad, de Umbrías, nuevos de la Retuerta, de La Canaleja y de las Aceñas). Desemboca en el río Tormes.

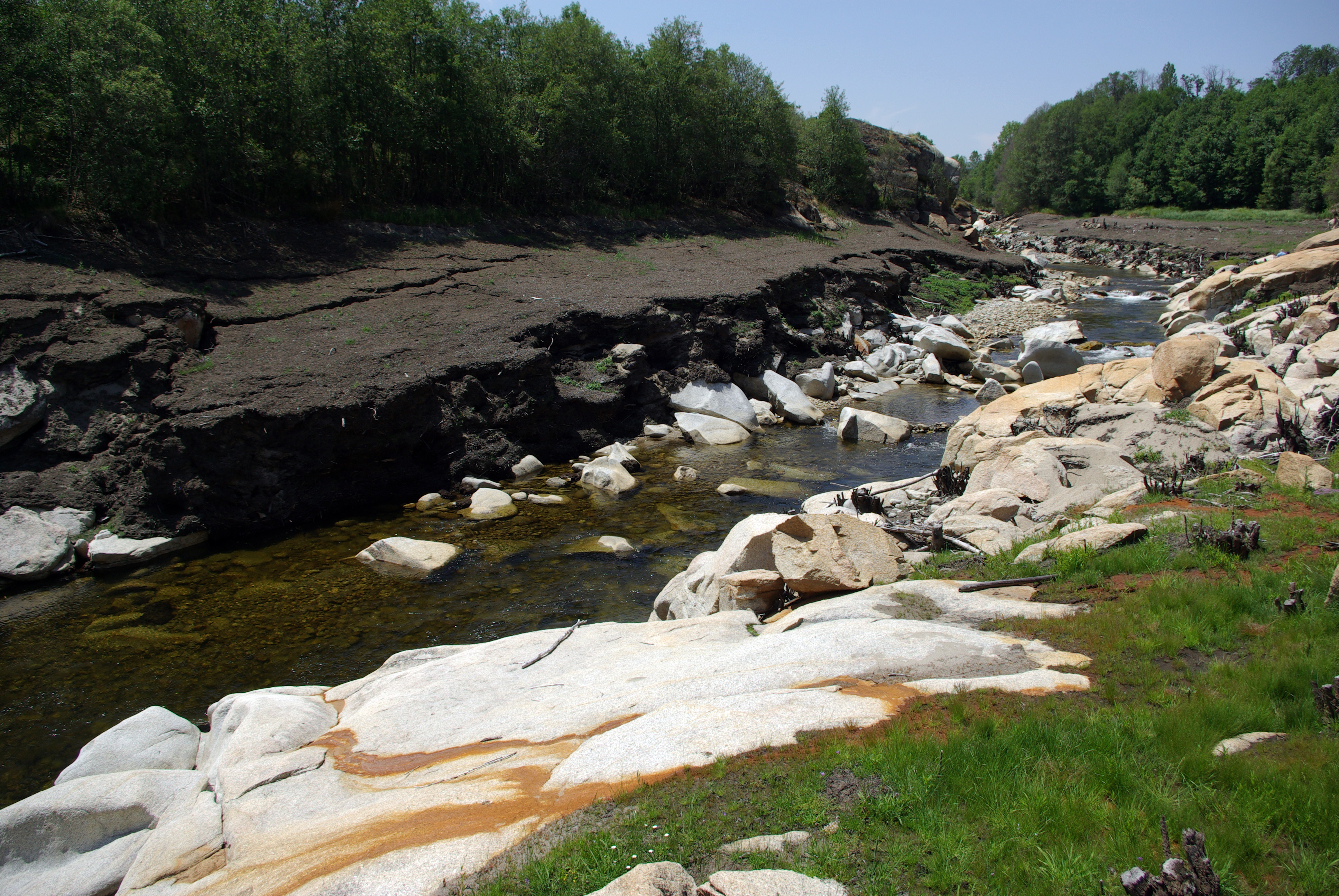
Vaso de la antigua presa de La Retuerta en la confluencia del Aravalle y la garganta de Solana. Se aprecian los depósitos de finos en las orillas y el nivel máximo de las aguas cuando se encontraban represadas marcado por los alisos. Desde que se eliminó el obstáculo, el río ha recuperado su cauce y excavado sobre los materiales decantados.

Su afluente más importante es la garganta de Solana, pero recoge también las aguas de los arroyos de La Campana, El Andrinal y Santa Lucía por la izquierda, y de los arroyos de Las Tejoneras, Las Casas, garganta del Cardiel, garganta del Alfar, garganta de las Gregorias y Prado Nuevo por la derecha.
Tiene importancia para el piragüismo de aguas bravas en la zona centro, especialmente su afluente la garganta Solana, que se desciende durante el deshielo y tras fuertes lluvias.
Su curso se encuentra salpicado de diversas presas o retenciones de agua, que mediante las correspondientes acequias riegan los prados y huertas de ambas orillas. En su tramo alto, en el término de Puerto Castilla, hay un viejo molino casi en ruinas; en el curso medio, al lado del puente de La Canaleja, se encuentra un otro molino viejo. En 2013 se derruyó la presa de La Retuerta, en su confluencia con la garganta de Solana, lo que ayudó a recuperar su valor ecológico.
Aparece descrito en el segundo volumen del Diccionario geográfico-estadístico-histórico de España y sus posesiones de Ultramar de Pascual Madoz de la siguiente manera:

ARAVALLE: r. de la prov. de Avila, part. jud. del Barco: se forma de las gargantas de la Candeleda y el Sordo, que descienden con otras de menos caudal de las montañas del puerto de Tornavacas; corre por el térm, de Santiago de Aravalle, bañando la vega llamada del Escobar, en dirección al E. y N. hasta desaguar en el Tórmes en el sitio denominado puente de las Aceñas, á 2 lég. de Santiago y 1/8 de la v. del Barco, recibiendo antes en su curso, á las inmediaciones de las Casas del Rey, la garganta de la Solana: este r. tiene 2 puentes; uno titulado de San Julian á 1/4 leg. S. del referido l. de Santiago, en direccion al camino que conduce á Estremadura, de 2 arcos; otro en el sitio donde desemboca en el Tormes, que se llama puente de las Aceñas, de 5 ojos y regular construccion; y ademas un ponton junto á las casas de las Veguillas de construccion moderna con mucho gusto y solidez: sus márg. están pobladas de arbolado de aliso, y sus aguas llevan el gérmen de la fertilidad á las praderas y linares limitrofes, dando ademas movimiento, á 1 molino harinero en el puente de San Julian, otro frente á las casas del Rey, otro al puente de las Aceñas; y cria abundante y delicada pesca de truchas, apreciadas en la córte como todas las de las muchas gargantas y riach. de aquel pais.
(Madoz, 1845, p. 455)